# Buckiella draytonii
Buckiella draytonii là một loài Rêu trong họ Hypnaceae. Loài này được (Sull.) Ireland mô tả khoa học đầu tiên năm 2001.